# Xinglongtai
Der Stadtbezirk Xinglongtai (chinesisch 兴隆台区, Pinyin Xīnglóngtái Qū) ist ein chinesischer Stadtbezirk in der nordostchinesischen Provinz Liaoning. Er gehört zum Verwaltungsgebiet der bezirksfreien Stadt Panjin. Der Stadtbezirk hat eine Fläche von 445,8 km² und zählt 529.394 Einwohner (Stand: Zensus 2020). Er ist Sitz der Stadtregierung von Panjin.

## Administrative Gliederung
Auf Gemeindeebene setzt sich der Stadtbezirk aus achtzehn Straßenvierteln zusammen. 